# Eremodipus lichtensteini
Eremodipus lichtensteini és una espècie de mamífer rosegador de la família dels dipòdids. Viu al Kazakhstan, el Turkmenistan i l'Uzbekistan. S'alimenta principalment de llavors, excepte a la primavera, quan menja sobretot les parts verdes de les plantes. El seu hàbitat natural són els deserts sorrencs. És una espècie en risc mínim, és a dir, no sembla que hi hagi cap amenaça significativa per a la seva supervivència.
Aquest tàxon fou anomenat en honor del viatger i zoòleg alemany Martin Lichtenstein.